# Дрег краљица
Дрег краљица (енгл. drag queen) је израз за најчешће мушкарца који облачи женску одећу и имитира жене ради забаве шире публике. Међутим, прецизније речено, ове особе наступају у посебној, дрег одећи, која једноставно има традиционално женске карактеристике, али какву жене у принципу не носе.
Дрег краљице не морају бити геј мушкарци, нити трансродне особе. Њихово преоблачење је, пре свега, перформативног и забављачког карактера. Њихова одећа, шминка, перике и остало обично пренаглашавају женственост и женске одлике (велике груди, јарке боје, пренаглашена шминка). Наступају као певачице, плесачице или део ЛГБТ парада.
Имале су значајну улогу у Стоунволској револуцији, започетој у раним јутарњим сатима 28. јуна 1969. године у Њујорку. Стога су и данас неизоставан део парада поноса.

## Опште одлике
Појам „дрег краљица“ потиче из енглеског језика. У стандардни енглески, пак, ушао је преко поларија, жаргона британских хомосексуалаца с почетка 20. века. „Дрег“ (енгл. drag) означава посебну одећу, док је „краљица“ (енгл. queen) углавном феминизирани геј мушкарац. У комбинацији са неком речју, „краљица” се односи на особу која претерује у смислу речи са којом се комбинује. Тако „дрег краљица” означава особу која претерује у контексту облачења.
Мада је честа тврдња да оне носе женску одећу, то углавном није тачно. Позната америчка дрег краљица Рупол једном приликом је изјавила: Ја се не облачим као жена. Ја се облачим као дрег краљица! Не имитирам жене! Колико жена сте видели да носи штикле од 20 cm, перике од пола метра и хаљине тесне као кожа?
Дрег краљице се разликују од трансвестита, трансродних и транссексуалних особе, које се у особу супротног пола преоблаче највише до искључиво из сопствених потреба. Иако постоји доста врста дрег уметника, од професионалаца који су глумили у филмовима, до људи који то аматерски раде, многи су заправо геј мушкарци којима је ово посао.
Они не само што практикују кросдресинг, већ у томе претерују, што је оно што дрег одваја од праве женске одеће. Тако носе пренаглашену шминку, велике вештачке трепавице, упадљиве шарене хаљине — све да би појачали комички, драмски или сатирички ефекат. Сем ових дрег уметника, постоје и жене које се у исте сврхе облаче у мушкарце. Оне се називају дрег краљеви (drag king). С друге стране, жене које преузимају стил дрег краљица називају се лажне краљице (faux queen).

## Почеци дрега
Мушкарци су се, ради забаве, од давнина облачили у женске хаљине. Како женама глума није била дозвољена, у средњовековној Енглеској и старој Кини мушкарци су у позориштима глумили и женске улоге. Ипак, рани облици онога што се данас сматра дрегом појавили су се крајем деветнаестог, а почетком двадесетог века. Један од запажених примера је Џулијан Елтинџ (1881—1941), амерички држављанин који је у Бродвеју наступио већ у десетој години. Наступао је обучен у девојчицу. Његова каријера била је у пуном цвату око 1910, када је штампао сопствени часопис.
Након два светска рата, под Џозефом Макартијем, амерички Стејт департмент је хомосексуалце подвео под групу сумњивих људи. У склопу тога, под притиском је била и дрег уметност. Уз полет активизма шездесетих година 20. века, дошло је и до Стоунволске револуције 1969, која се чак сматра и зачећем целокупног, светског ЛГБТ покрета. У то време, највећи борци за права транссексуалаца и дрег краљица биле су Силвија Ривера и Марша Џонсон.
Револуција је успела, па је 1970. дошло до прве параде поноса. По први пут, дрег краљице су могле слободно да шетају градом у пуном дрегу (назив за тај стил облачења).

## Скора историја
Позната дрег краљица двадесетог века био је  Чарлс Пирс (1926—1999). Његова имитирања Бет Дејвис, Меј Вест, Џоан Колинс и осталих тада познатих звезда довела су дрег уметност у позоришта и на радио. Чарлс је организовао концерте широм САД, док су му главни адути биле досетке и хумор. Себе, пак, није описивао као дрег краљицу, већ мушку глумицу.
Шездесете и седамдесете су донеле још дрег звезда. Џим Бејли (1949) наступао је у преко седамдесет телевизијских емисија, организовао већи број концерата са Лајзом Минели (познатом фаг хагсицом) и извео неколико шоуова у Лас Вегасу. Наступао је и пред британском краљевском породицом. У то време, популарност као глумци стекли су Дивајн (Харис Милстед; 1945—1988) и Кенди Дарлинг (Џејм Слатери; 1944—1974). Осамдесетих, по извођењу песама уз исечке старих холивудских филмова, познат је постао Липсинка (Џон Еперсон; 1955). Надимак је добио од енглеског израза за певање на плејбек.
Раних деведесетих, основана је група Клаб кидс, чији су сви чланови наступали у дрегу. Уследила је музичарка, глумица и манекенка Аманда Лепор (Арманд Лепор, 1967), а затим и перформанс уметник Ли Боуери (1961—1994). Један од најпознатијих је и Рупол (1960). Издао је неколико денс синглова и дует са Елтоном Џоном. Током 1996. водио је сопствени ток-шоу. Он је 2009. организовао Руполову дрег трку, формат сличан осталима у којима се бира најбољи у нечему.

## Дрег данас
Дрег шоу је забава која се састоји од певања, монолога и/или скечева. Одећа извођача појачава доживљај. Постоји више врста ових шоуа, те они могу бити од аматерских у малим кафанама, до пажљиво испланираних театралних перформанса. Већина садржи и певање, било уживо или уз плејбек, које обично прате претходно планирани плес.
Интернет је неким дрег краљицама омогућио да придобију симпатије. Тако је комичар Лијам Кајл Саливан (1973) под псеудонимом Кели и с песмом Shoes постао интернет сензација са преко 40.000.000 прегледа.
Лили Севиџ (Пол О’Гради; 1955), Дени Лару (Данијел Керол; 1927) и Дејм Една Евериџ јесу три познате британске дрег краљице. Лили је била једна од најуспешнијих, позната по својој емисији Blankety Blank. Пре тога, она је десет година наступала у Ројал вохол таверн, лондонском геј клубу. Дени Лару је организовала седам великих наступа. Дејм Една је алтер его комичара Барија Хамфриса (1934).
И у остатку света постоје особе које се могу подвести под термин дрег краљица. Неки су уметници и глумци, док су неки телевизијске личности или певачи. У Јапану, познат је Акихиро Мива (Акихиро Марујама, 1935). На Евровизији су 2007. године учествовали Данкиња Ди-Кју и Украјинска звезда Верка Сердјучка, док је победу 2014. године однео Кончита Вурст из Аустрије. На српском говорном подручју, запажени су били Горан Стојићевић Карамела и Боки 13. Многи, пак, избегавају овај термин, јер сматрају да је за њега потребно прећи одређене границе по питању изгледа и наступа. Тако, дакле, није нужно у ову групу сврставати сваког мушкарца у сфери естраде обученог у женску одећу. Пример за то су Бој Џорџ и Андреја Пејић, код којих је најкоришћенији опис андрогинија.

## Критике дрега
Поједини чланови ЛГБТ заједнице критикују дрег краљице и њихово учешће на парадама поноса, сматрајући да оне шире лоше предрасуде о ЛГБТ особама, те да тиме угрожавају њихов углед и прихватање у друштву. Други, пак, овакав став сматрају мизогиним, хомофобичним и генерално нетолерантним, као и незахвалним према улози коју су дрег краљице имале у Стоунволској револуцији. Према трећима је дрег традиционални вид забаве, који се не мора „политички“ анализирати.
Неке групе феминисткиња сматрају да дрег краљице промовишу лошу слику о женама. Противници оваквог става сматрају људе у дрегу критичарима и субверзијом родних улога, па их као такве подржавају. Транссексуална заједница понекад је против дрега, јер се њени припадници плаше како би могли бити поистовећени са приређивачима овог вида забаве.